# Heisteria parvifolia
Heisteria parvifolia là một loài thực vật có hoa trong họ Olacaceae. Loài này được Sm. mô tả khoa học đầu tiên năm 1811.